# Бад Либенцел
Бад Либенцел (њем. Bad Liebenzell) град је у њемачкој савезној држави Баден-Виртемберг. Једно је од 25 општинских средишта округа Калв. Према процјени из 2010. у граду је живјело 9.418 становника. Посједује регионалну шифру (AGS) 8235008.

## Географски и демографски подаци
Бад Либенцел се налази у савезној држави Баден-Виртемберг у округу Калв. Град се налази на надморској висини од 333 метра. Површина општине износи 33,8 km². У самом граду је, према процјени из 2010. године, живјело 9.418 становника. Просјечна густина становништва износи 279 становника/km².